# Friedrich Schlie

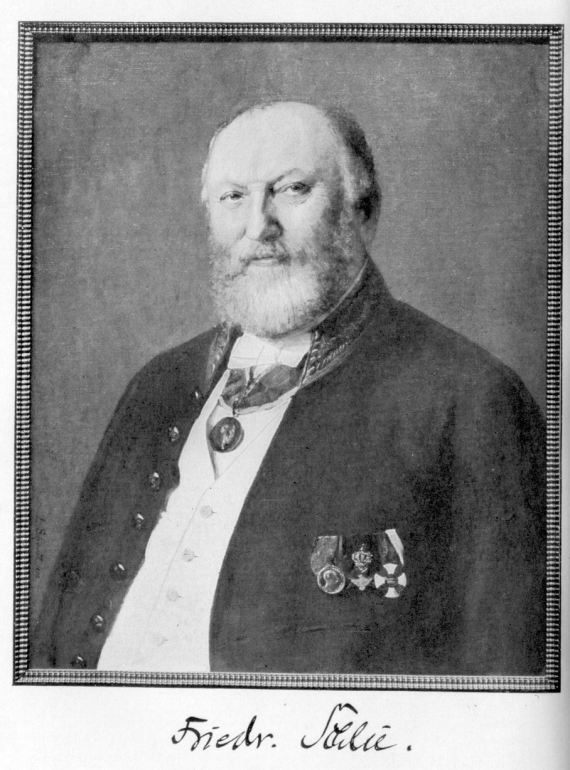
Friedrich Schlie met de Medaille voor Wetenschappen en Kunsten om de hals

Friedrich Schlie (Brüel, 12 december 1839 - Bad Kissingen, 21 juli 1902) was een Duits filoloog, kunsthistoricus en archeoloog. Hij publiceerde voornamelijk over de geschiedenis van Mecklenburg.
Hij was directeur van het Museum in Schwerin.
Schlie eindigde zijn leven als Geheimer Hofrath Prof. Dr. Schlie en droeg de Mecklenburg-Schweriner Medaille voor Wetenschappen en Kunsten om de hals. Dat was een hoge eer. Hij was ook Ridder in de Orde van de Witte Valk of de Waakzaamheid van de Groothertog van Saksen-Weimar-Eisenach en Ridder in de Orde van de Kroon van Italië.